# 1689 en musique classique
| \| • Retour à la chronologie générale de la musique classique • \| |
| Grèce • Rome • Haut Moyen Âge • VIIIe siècle • IXe siècle • Xe siècle • XIe siècle XIIe siècle • XIIIe siècle • XIVe siècle • XVe siècle • XVIe siècle • XVIIe siècle XVIIIe siècle • XIXe siècle • XXe siècle • XXIe siècle |
| • Retour à la chronologie générale de la musique classique • |

| Années en musique classique : 1686 - 1687 - 1688 - 1689 - 1690 - 1691 - 1692    |
| Décennies en musique classique : 1650 - 1660 - 1670 - 1680 - 1690 - 1700 - 1710 |

## Événements
- Thétis et Pélée, de Pascal Collasse.
- Pièces de clavecin de Jean-Henry d'Anglebert.
- Airs à une, deux, trois, quatre parties, de Michel Lambert.
- Esther, chœur de Jean-Baptiste Moreau.
- Motets à voix seule, de Guillaume-Gabriel Nivers.
- Le compositeur anglais Henry Purcell compose l'opéra « Didon et Énée ».
- Artificii musicali de Giovanni Battista Vitali.
- Michel-Richard Delalande est nommé surintendant de la Chambre.
- Premier livre d'orgue de Jacques Boyvin.

## Naissances

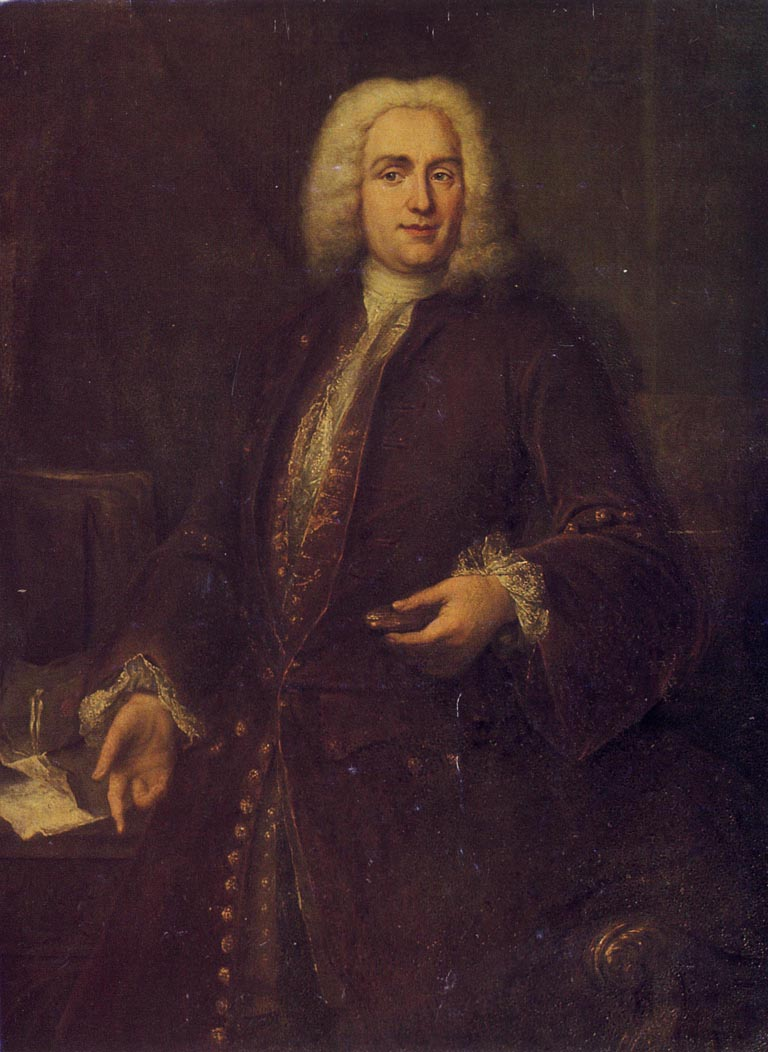
Portrait présumé de Joseph Bodin de Boismortier

- 24 septembre : Charles Levens, compositeur français († 11 mars 1764).
- 30 septembre : Jacques Aubert, compositeur et violoniste français († 19 mai 1753).
- 23 décembre : Joseph Bodin de Boismortier, compositeur français († 28 octobre 1755).

Date indéterminée :
1689 ou 1690 :
- William Babell, compositeur et claveciniste anglais († 23 septembre 1723).